# 官田鋼鐵
官田鋼鐵股份有限公司，簡稱官田鋼鐵或官田鋼；創立於1973年7月28日，是生產鋼鐵產品的公司，總部位於臺南市。

## 歷史
早期製造銷售鍍鋅鐵線( 永康廠 ) 。
1989年設立麻豆廠，生產球化退火線材。
1996年興建年產量 40 萬噸盤元之熱軋鋼廠 ( 官田廠 ) ，生產各類線材盤元。

## 外部連結
- 官田鋼鐵股份有限公司（页面存档备份，存于）

22°59′47.82″N 120°11′27.46″E / 22.9966167°N 120.1909611°E